# San Giovanni d’Asso
San Giovanni d’Asso település Olaszországban, Toszkána régióban, Siena megyében. Lakosainak száma 890 fő (2017. január 1.). San Giovanni d’Asso Buonconvento, San Quirico d’Orcia, Trequanda, Asciano és Pienza községekkel határos.

## Népesség
A település lakossága az elmúlt években az alábbi módon változott:

| 2017 | 890 |